# Dlhé Stráže
Dlhé Stráže (em húngaro: Lengvárt; alemão: Litzier) é um município da Eslováquia, situado no distrito de Levoča, na região de Prešov. Tem 3,37 km² de área e sua população em 2018 foi estimada em 587 habitantes.

## Demografia
| Ano:        | 1994 | 2004    | 2014    | 2024   |
| ----------- | ---- | ------- | ------- | ------ |
| Broj ljudi: | 439  | 503     | 564     | 618    |
| Razlika:    |      | +14,57% | +12,12% | +9,57% |

| Ano:               | 2023 | 2024   |
| ------------------ | ---- | ------ |
| Número de pessoas: | 613  | 618    |
| Diferença:         |      | +0,81% |